# Tejowate
Tejowate, teidy, warany amerykańskie (Teiidae) – rodzina jaszczurek z grupy Gymnophthalmoidea w rzędzie łuskonośnych (Squamata).

## Zasięg występowania
Ameryka Północna i Południowa – od USA na południe po Chile i Argentynę. Skamieniałości odkryte we Francji dowodzą, że w eocenie przedstawiciele rodziny występowali również w Europie.

## Charakterystyka
Długość całkowita od około 10 do 140 cm, długość głowy i tułowia 7–50 cm. Masa ciała do 1 kg. Ciało pokryte małymi żeberkowanymi lub gładkimi różnego kształtu łuskami. Zęby nie mają jamek u podstawy. Przednie stożkowe, boczne zakończone 2 lub 3 ostrymi guzkami albo korony ich są spłaszczone i zaokrąglone. Kończyny zakończone pięcioma palcami. Ogon długi, łatwo ulega autotomii. Duże gatunki bogato ubarwione, dominującymi kolorami są zielony, brunatny i żółty.

## Ekologia
BiotopRozmaite środowiska ekologiczne: lasy, stepy, pustynie, góry i morskie wybrzeża. Prowadzą naziemny, podziemny, nadrzewny lub amfibiotyczny tryb życia.
PokarmBezkręgowce, kręgowce, jaja ptaków, ryby, owady, liście, owoce. Dracaena spp. żywią się ślimakami.
ZachowanieWiększość aktywna w dzień, bardzo ruchliwe, niektóre biegają tylko na tylnych nogach
RozmnażanieWszystkie są jajorodne. U niektórych północnoamerykańskich gatunków jaja rozwijają się bez udziału plemników – partenogenetycznie.

## Systematyka
Do rodziny należą następujące rodzaje:
- Ameiva
- Ameivula
- Aspidoscelis
- Aurivela
- Callopistes
- Cnemidophorus
- Contomastix
- Crocodilurus – jedynym przedstawicielem jest Crocodilurus amazonicus – teju krokodylogonowy[2]
- Dicrodon
- Dracaena
- Glaucomastix
- Holcosus
- Kentropyx
- Medopheos – jedynym przedstawicielem jest Medopheos edracanthus
- Pholidoscelis
- Salvator
- Teius
- Tupinambis

Rodzaje zaliczane wcześniej do podrodziny Gymnophthalminae są obecnie klasyfikowane w odrębnej rodzinie okularkowatych (Gymnophthalmidae). Spośród rodzin współczesnych najbliższymi krewnymi Teiidae są właśnie Gymnophthalmidae. Tradycyjnie za najbliższych krewnych tejowatych uznawane są wymarłe Polyglyphanodontidae; analiza filogenetyczna przeprowadzona przez Gauthiera i współpracowników (2012) nie potwierdza jednak ich bliskiego pokrewieństwa. Tejowate prawdopodobnie wyewoluowały w połowie okresu kredowego. Wymarła podrodzina Chamopsiinae może być taksonem siostrzanym dla pozostałych podrodzin tejowatych lub też być bliżej spokrewniona z Polyglyphanodontidae. Harvey i współpracownicy wyróżnili cztery podrodziny w obrębie Teiidae: wymarłą Chamopsiinae, oraz Callopistinae, Teiinae i Tupinambinae.